# ウィリアム・カット
ウィリアム・セオドア・カット（William Theodore Katt, 1951年2月16日 - ）は、アメリカ合衆国では『アメリカン・ヒーロー』での主演が最も周知されている映画・TV俳優である。彼はまた、ホラー映画の名作『キャリー』において、呪われたプロムで主人公キャリー・ホワイト(Carrie White)の相手役を務めたトミー・ロス(Tommy Ross)を演じたことでも知られている。

## バイオグラフィー

### 来歴
カットはカリフォルニア州のロサンゼルスで、俳優のビル・ウィリアムズ(Bill Williams 本名：ハーマン・カット Hermann Katt)と女優のバーバラ・ヘール(Barbara Hale)の息子として誕生した。1981年2月16日に、彼はデボラ・ケイン(Deborah Kahne)と結婚して2人の息子、クレイトン・アレクサンダー(Clayton Alexander)、およびエマソン・ハンター(Emerson Hunter)をもうけたが、1986年に離婚した。1993年にカットは、ダニエル・ハーシュ(Danielle Hirsch)と結婚して、継子アンドリュー(Andrew)と娘ダコタ(Dakota)を持つに至った。

### 経歴
カットは、俳優の仕事につく前にオレンジ・コースト大学(Orange Coast College)に通っていた。そしてサマー・ストック(Summer stock)への出演やTVでの小さな役柄を得るなどして、彼は俳優業をスタートさせた。彼の最早期の映画出演は1976年のブライアン・デ・パルマ監督の映画『キャリー』における運動選手トミー・ロスの役や、主演に抜擢された1977年の映画『ファースト・ラブ』と1979年の映画『新・明日に向って撃て!』(Butch and Sundance: The Early Days)でのサンダンス・キッドの役がある。また1978年には、ジョン・ミリアス監督のサーフィン映画『ビッグ・ウェンズデー』に彼はジャック・バーロウとしてジャン＝マイケル・ヴィンセントやゲイリー・ビジーらと共演した。この役柄は彼をサーフィング・コミュニティでよく知らしめることとなり、2004年での年に一度のアソシエーション・オブ・サーフィング・プロフェッショナルズ世界選手権ツアー(ASP World Tour)の式典にてASP(Association of Surfing Professionals)賞の1つを彼が授与した際にはプロのサーファーの群衆から盛大な拍手が沸き起こった。
1977年の映画『スター・ウォーズ』で、ルーク・スカイウォーカー役を志望したカットがオーディションを受けている場面は多くのスター・ウォーズのドキュメンタリーで採り上げられている。主役はマーク・ハミルが勝ち取り、代わりにカットは同年の『ファースト・ラブ』に主演した。
1981年にカットは、ブロードウェイ・ミュージカルのコメディ『ピピン』の主役に抜擢され、この舞台は賛否両論の批評を受けたが、カナダ公演はCTVによって撮影され、カナダのみならずNHKなど世界のテレビ局で放映、後にソフト化された。しかし彼は、その年にTVシリーズ『アメリカン・ヒーロー』で、スーパーパワーを秘めたスーツを異星人から与えられた温厚な教師ラルフ・ヒンクリーという、自身の代表作とも言える役を得て、1983年に番組が打ち切りになるまで演じきった。このドラマの第一シーズンの後、番組と番組の主題歌のヒットを受けて、MCAレコードからBビリー・カット名義でアルバムを一枚リリースしている(日本ではウィリアム・カット名義で発売)。
『アメリカン・ヒーロー』終了後、1986年にカットは、カルトホラー/コメディ映画『ガバリン』に主演して、1992年の第3作『ガバリン3』では再び同じ役を演じている。また彼は、80年代後半にTV映画『新・弁護士ペリー・メイスン』(Perry Mason)に探偵のポール・ドレイクJr.の役で定期的に再登場した。この作品で彼は母親のバーバラ・ヘールと共演し、ヘールは旧作からの彼女の持ち役であるデラ・ストリート(Della Street)を再び演じた。そしてカットは、後期の脚本のいくつかを協同制作している。カットは1989年にTVシリーズ『トップ・オブ・ザ・ヒル』(Top of the Hill)で役を得て、その後1991年の短命に終わったシリーズ『グッド・スポーツ』に出演した。
カットはTVや映画へ脇役での出演を続けながら、映画監督、脚本家、声優業にも活動の幅を広げていった。近年では大衆向け娯楽作品へ復帰し、『アンドロメダ』や『ジャスティス・リーグ』(Justice League)への登場に加え自主映画として賞を受けた2006年の『ゲーマーズ』(Gamers)の他、2007年の『ザ・マン・フロム・アース』(The Man from Earth)、2008年の『AVH: エイリアンvs.ハンター』(AVH: Alien vs. Hunter)などに出演している。
カットは、『HEROES』シーズン3・第2話(エピソード36)"ザ・バタフライ・エフェクト"(The Butterfly Effect)に、アリ・ラーターの演じるトレイシー・ストラウス(Tracy Strauss)を調査する詮索好きなレポーターとして少し登場した。
また、オーストラリアのバンド"ザ・ウィリアム・カット・イクスペリエンス"(The William Katt Experience)は、カットからの感化を受けている。

## 主な出演作品

### 映画
| 公開年 | 邦題 原題                                                                                | 役名                       | 備考             |
| ------ | ---------------------------------------------------------------------------------------- | -------------------------- | ---------------- |
| 1971   | 追跡者 The Trackers                                                                      | デイヴィー・パクストン     | テレビ映画       |
| 1976   | キャリー Carrie                                                                          | トミー・ロス               |                  |
| 1977   | ファースト・ラブ First Love                                                              | エルギン・スミス           |                  |
| 1978   | ビッグ・ウェンズデー Big Wednesday                                                       | ジャック・バーロウ         |                  |
| 1979   | 新・明日に向って撃て! Butch and Sundance: The Early Days                                 | サンダンス・キッド         |                  |
| 1985   | 恐竜伝説ベイビー Baby: Secret of the Lost Legend                                         | ジョージ・ルーミス         |                  |
| 1985   | 新・弁護士ペリー・メイスン/愛と欲望の行方 Perry Mason Returns                            | ポール・ドレイク・ジュニア | テレビ映画       |
| 1986   | ガバリン House                                                                           | ロジャー・コッブ           |                  |
| 1986   | 新・弁護士ペリー・メイスン/罠 Perry Mason: The Case of the Notorious Nun                 | ポール・ドレイク・ジュニア | テレビ映画       |
| 1986   | 新・弁護士ペリー・メイスン/すり換えられた銃弾 Perry Mason: The Case of the Shooting Star | ポール・ドレイク・ジュニア | テレビ映画       |
| 1987   | 新・弁護士ペリー・メイスン/追憶の影 Perry Mason: The Case of the Lost Love               | ポール・ドレイク・ジュニア | テレビ映画       |
| 1987   | 新・弁護士ペリー・メイスン/虚構の仮面 Perry Mason: The Case of the Sinister Spirit       | ポール・ドレイク・ジュニア | テレビ映画       |
| 1987   | 新・弁護士ペリー・メイスン/過去からの脅迫 Perry Mason: The Case of the Murdered Madam    | ポール・ドレイク・ジュニア | テレビ映画       |
| 1987   | 新・弁護士ペリー・メイスン/殺意の石像 Perry Mason: The Case of the Scandalous Scoundrel  | ポール・ドレイク・ジュニア | テレビ映画       |
| 1988   | 新・弁護士ペリー・メイスン/疑惑の十八か月 Perry Mason: The Case of the Avenging Ace      | ポール・ドレイク・ジュニア | テレビ映画       |
| 1989   | セクシィ・スーツ Swimsuit                                                                | ブライアン                 | テレビ映画       |
| 1990   | ウィリアム・カットの熱血下院議員/アメリカン・ダンディ Top of the Hill                    | トーマス・ベル・ジュニア   | テレビ映画       |
| 1992   | ガバリン3 House IV                                                                       | ロジャー・コブ             | ビデオ映画       |
| 1993   | 血族の罠 Distant Cousins                                                                 | リチャード・サリヴァン     |                  |
| 1994   | ペーパーボーイ The Paper Boy                                                             | ブライアン                 |                  |
| 1995   | プロブレム・チャイルド3 Problem Child 3: Junior in Love                                  | ベン                       | テレビ映画       |
| 1995   | ザ・ピラニア/殺戮生命体 Piranha                                                          | ポール・グローガン         | テレビ映画       |
| 1996   | ラトル・スネーク Rattled                                                                 | ポール                     | テレビ映画       |
| 1996   | ドール・プレイ Daddy's Girl                                                              | ドン・ミッチェル           |                  |
| 1997   | マザー・テレサ Mother Teresa: In the Name of God's Poor                                  | ハリー・ハーパー           |                  |
| 1999   | ハード・キャンディ Jawbreaker                                                            | ミスター・パー             |                  |
| 1999   | ツイン・フォールズ・アイダホ Twin Falls Idaho                                            | 医者                       |                  |
| 1999   | エスケープ・フロム・タウン/どこか遠くへ Clean and Narrow                                 | ジョージ                   | 監督・脚本・出演 |
| 2002   | スネーク・アイランド Snake Island                                                        | マルコム・ペイジ           |                  |
| 2003   | キャサリン・ハイグルの 血まみれのドレス Descendant                                       | トム・マーレイ             | 脚本・出演       |
| 2007   | エイリアンVSエイリアン AVH: Alien vs. Hunter                                             | リー                       | ビデオ映画       |
| 2008   | ハンティング・ゲーム Big Game                                                            | デイヴ                     |                  |
| 2009   | DEADLAND デッドランド Deadland                                                           | シヴ                       |                  |
| 2010   | ミラーズ2 Mirrors 2                                                                      | ジャック                   | ビデオ映画       |
| 2013   | SPARKS スパークス SPARKS                                                                 | マタンザ                   | 製作総指揮・出演 |
| 2014   | ブラッド・デスティニー THE UNWANTED                                                      | トロイ                     |                  |
| 2015   | キャプティブ 闇に生きた男SUBTERRANEA                                                     | モッケンルー               |                  |
| 2018   | 風の向こうへ THE OTHER SIDE OF THE WIND                                                  |                            |                  |
| 2020   | デルタフォース THE 2ND                                                                   | ボブ・シェファーズ上院議員 |                  |
| 2021   | ゲット・バッカー FIRE BREAK OVERRUN                                                      | エド・ドブス刑事           | テレビ映画       |
| 2022   | レッドライン 奪還PURSUIT                                                                 | テイ・ビッグス             |                  |
|        |                                                                                          |                            |                  |

### テレビシリーズ
| 公開年    | 邦題 原題                                       | 役名                     | 備考                           |
| --------- | ----------------------------------------------- | ------------------------ | ------------------------------ |
| 1981-1986 | アメリカン・ヒーロー The Greatest American Hero | ラルフ・ヒンクリー       | 44エピソード                   |
| 1989      | トップ・オブ・ザ・ヒル Top of the Hill          | トーマス・ベル・ジュニア | 2エピソード                    |
| 1991      | グッド・スポーツ Good Sports                    | ニック・カルダー         | 5エピソード                    |
| 1993      | ジェシカおばさんの事件簿 Murder, She Wrote      | デレク・ハートマン       | エピソードLove's Deadly Desire |
| 1994      | バークにまかせろ Burke's Law                    | ブライアン               | 1エピソード                    |
| 1998      | 炎のテキサス・レンジャー Walker, Texas Ranger   | キース・ポートマン       | 1エピソード                    |
| 2001,2004 | 犯罪捜査官ネイビーファイル JAG                  | ジェイムズ・メリック     | 2エピソード                    |
| 2006      | Dr.HOUSE House M.D.                             | ウォルター               | 1エピソード                    |
| 2008      | HEROES Heroes                                   | ジム・マッキャン         | 1エピソード                    |
| 2010      | NUMBERS 天才数学者の事件ファイル Numb3rs        | スヴェン・レガル         | 1エピソード                    |

## ディスコグラフィー
- Secret Smiles (1982年)
  - 邦題「噂のアメリカンヒーロー」